# Buick Wildcat EV Concept
La Buick Wildcat EV Concept est un concept car de coupé électrique du constructeur automobile américain Buick présenté en juin 2022. Il préfigure le premier de la gamme de véhicules électriques Electra du constructeur.

## Présentation
Le concept Wildcat EV est présenté le 2 juin 2022, en même temps que le concept car de SUV coupé Buick Electra-X Concept.

### Patronyme
Il reprend le même nom que les deux générations de coupé Buick Wildcat de série produites de 1963 à 1964 et de 1965 à 1970, ainsi qu'une série de cinq prototypes produits depuis les années 50 dont les Wildcat I, II, III présentés respectivement en 1953, 1954 et 1955. Puis la Buick Wildcat IV présentée au SEMA Show de Las Vegas en 1985, et la Buick Riviera Wildcat concept de 1997.

Les coupés Buick Wildcat de série
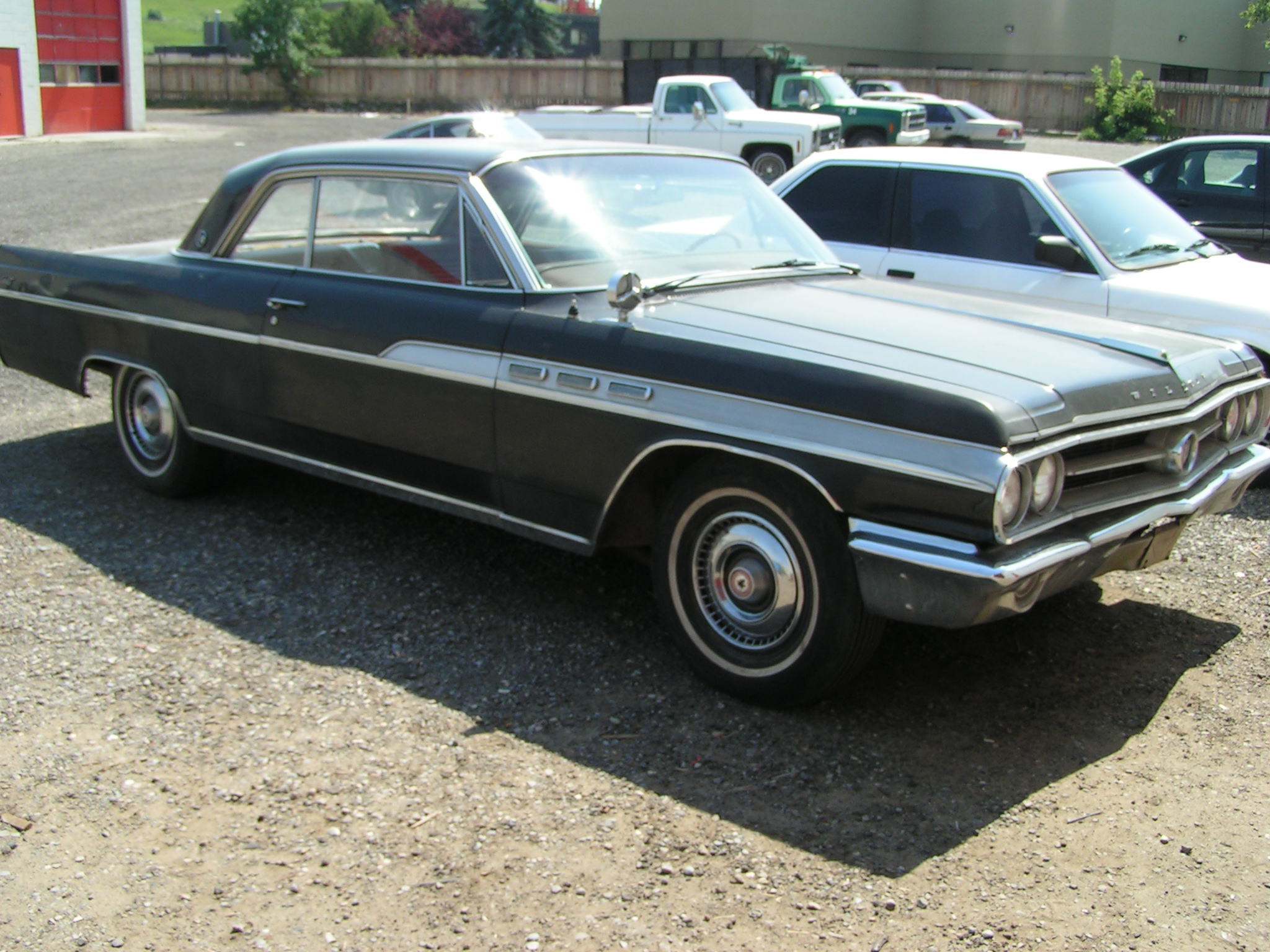
Buick Wildcat I
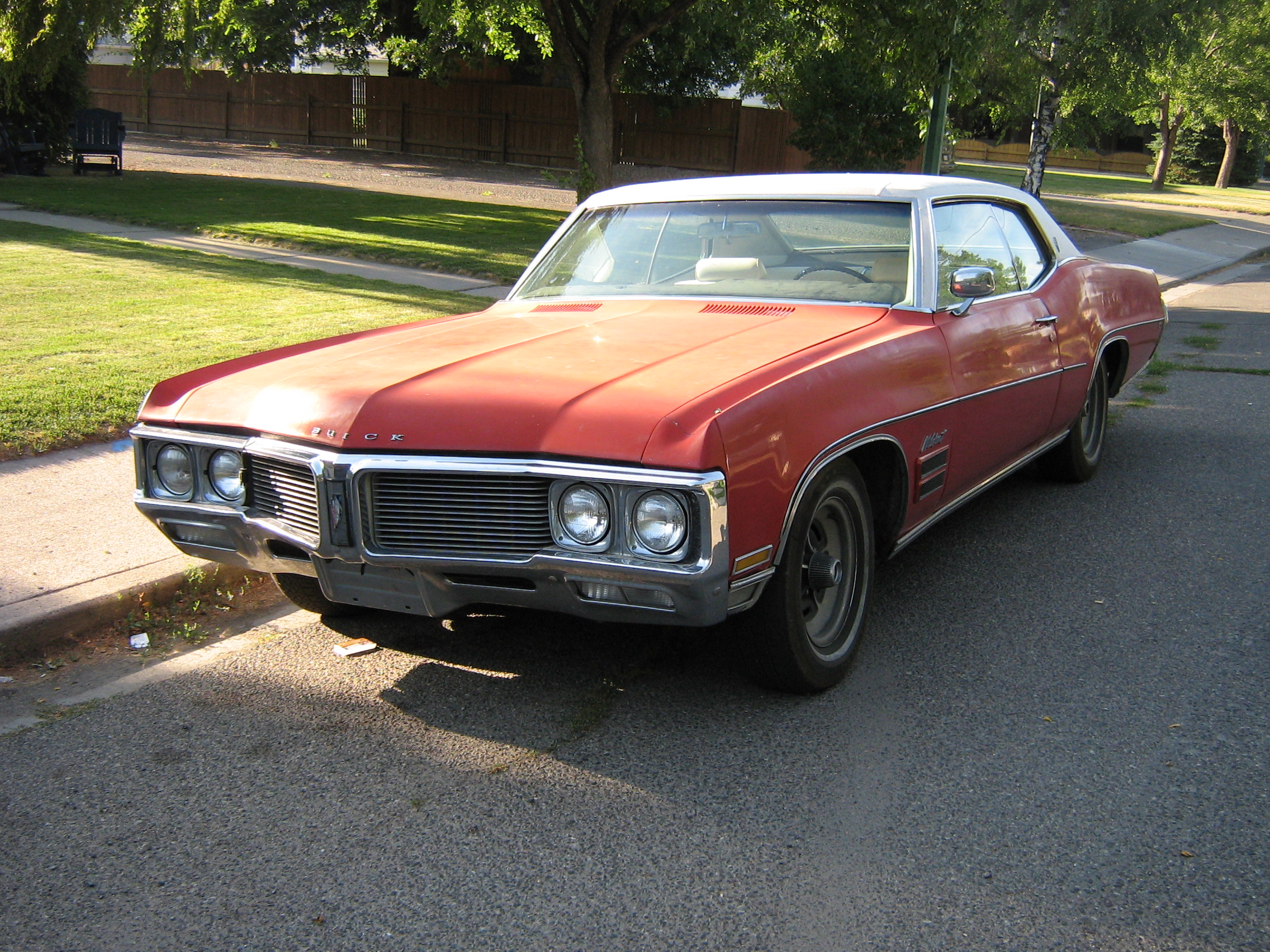
Buick Wildcat II

## Caractéristiques techniques
La Wildcat EV est dotée de jantes de 18 pouces et ses rétroviseurs sont remplacés par des caméras.